# Шмаков, Евгений Викторович
Евге́ний Ви́кторович Шма́ков (укр. Євген Вікторович Шмаков; 7 июня 1985, Хмельницкий, Украинская ССР, СССР) — украинский футболист, полузащитник клуба «Ракета» (Хмельницкий).

## Карьера
Воспитанник львовского футбола. Первый тренер — Ю.Ю. Богач. Выступал за «Карпаты», «Галичина» из Львова, «Заря» из Луганска, «Динамо» из Киева, «Арсенал» из Киева. Дебютировал в Высшей лиге Украины 23 июля 2006 года в игре «Карпат» с «Металлургом» из города Запорожье (0:0). В «Таврии» играл с августа 2008 года. Дебютировал 24 августа 2008 года в матче против донецкого «Металлурга» (2:1). 2010 год провёл в клубе «Луч-Энергия». В марте 2011 года перешёл в белорусский клуб «Гомель». В июне 2011 года признан лучшим легионером белорусского чемпионата.
В 2016 году начал играть в любительской команде «Ракета» из Хмельницкого.